# Steven Calderón
Pour les articles homonymes, voir Calderón.
Calderón  Porras est un nom espagnol. Le premier nom de famille, en général paternel, est Calderón ; le second, en général maternel, souvent omis, est Porras.
Steven Calderón Porras, né le 25 décembre 1993 à Bogota, est un coureur cycliste colombien.

## Palmarès
- 2011
  - 2e du Circuito Cántabro Junior
- 2014
  - 2e du Trofeo San Antonio
  - 2e du Tour de la province de Valence
  - 3e du Mémorial Agustín Sagasti
  - 3e de la Prueba Alsasua
- 2015
  - Tour de la Bidassoa :
    - Classement général
    - 1re étape
- 2019
  - 2e du Tour d'Ávila

## Classements mondiaux
| Année            | 2016 |
| ---------------- | ---- |
| UCI America Tour | 428e |